# 1412 Лагрула
1412 Лагрула (1412 Lagrula) — астероїд головного поясу, відкритий 19 січня 1937 року.
Тіссеранів параметр щодо Юпітера — 3,642.